# Голодные Z
«Голодные Z» (фр. Les affamés, англ. Ravenous) — канадский франкоязычный художественный фильм о зомби, снятый Робеном Обером по собственному сценарию и вышедший в 2017 году. Премьера фильма состоялась на кинофестивале в Торонто. Фильм получил положительные отзывы критиков и завоевал ряд наград на кинофестивалях.
По признанию режиссёра, его фильм стал первым большим квебекским фильмом о зомби; он также отметил, что в визуальном плане источниками вдохновения для него служили картины Робера Брессона и Андрея Тарковского.

## Сюжет
Действие происходит в квебекской глубинке.
Во время соревнований автогонщиков пара, целующаяся в сторонке, замечает странную девушку. Она бросается на девушку автогонщика и вгрызается ей в шею, в то время как сам гонщик тщетно пытается позвать на помощь сквозь рёв машин.
Дальнейшие события происходят после того, как эпидемия зомби охватила всё вокруг, и немногочисленные выжившие пытаются избежать встречи с агрессивными заражёнными либо убить их, выстрелив в голову или отрубив её. Боне́н и Везина́ патрулируют окрестности на автомобиле, убивая встречающихся зомби. Во время одной из вылазок на Везина в лесу нападает целая семья зомби, и его кусают в шею. Бонен увозит его, но вскоре Везина умирает. Бонен привозит его к знакомому Пако, чтобы тот отрубил Везина голову. В избушке у Пако Бонен замечает привязанную к кровати девушку с укусом руки, которая утверждает, что её укусила собака, однако Пако ей не доверяет. Вокруг раздаются крики зомби, которые набрасываются на Пако, между тем как Бонен, освободив девушку, уезжает с ней. Таня (так зовут девушку) берёт с собой свой аккордеон, с которым затем не расстаётся.
В параллельной сюжетной линии женщина по имени Селин приезжает в городок, где выманивает заражённого (своего бывшего мужа) и отрубает ему голову. Позже она встречает двух пожилых женщин, Терезу и Полин, которые, наставив на неё ружья, заставляют её раздеться. Убедившись, что укусов зомби на ней нет, женщины оставляют Селин жить у себя.
В ещё одной параллельной линии юноша Ти-Куль, по-видимому, только что похоронивший родных, с ружьём идёт по лесу. Он спасает от нападения зомби Реаля, пожилого страхового агента, который пришёл, чтобы убить превратившихся в зомби сыновей. Реаль укушен в ногу, однако они продолжают путь по лесам вместе с парнем.
Осматривая один из домов по дороге, Бонен и Таня находят в одной из комнат маленькую девочку Зоэ, которая не заражена. В поле они замечают зомби, неподвижно стоящих и словно замерших в каком-то ритуале вокруг огромной кучи, собранной ими самими из разных предметов. Зомби замечают людей, но не преследуют их. Бонен, Таня и Зоэ приезжают к Терезе и Полин, с которыми знаком Бонен. Они обсуждают, что зомби вокруг становится всё больше и надо уходить в другие места. Ночью, обнаружив, что множество зомби приближаются к дому, все убегают, вступая по дороге в бой с нападающими. Отбив их атаку, компания вскоре находит хижину, где оставлена записка от одного из выживших о том, что он будет искать спасения, следуя шоссе 113.
На Полин нападает женщина-зомби, и Терезе приходится убить Полин. Группа встречает Реаля и юношу. Укушенный ранее Реаль превращается в зомби и кусает юношу, так что Селин приходится убить их обоих. На поле оставшиеся в живых попадают в ловушку. Тереза остаётся на месте, чтобы задержать зомби, пока Бонен и Зоэ убегают. Селин вступает в бой с зомби. В результате и Тереза, и Селин гибнут. Бонен оставляет Зоэ с Таней, а сам отвлекает зомби своим криком. Таня также оставляет Зоэ в тоннеле, увлекая за собой зомби звуками аккордеона. Когда Зоэ выходит из тоннеля, она находит в бункере укушенного Бонена, который говорит, что пойдёт на поиски Тани, а её просит уйти.
Зоэ находит Танин аккордеон и выходит на шоссе. Вскоре там показывается гоночная машина, из которой выходит гонщик, показанный в первой сцене фильма. Он обменивается репликами с Зоэ, и они оба уезжают на машине.
После финальных титров Бонен и Таня, превратившиеся в зомби, неподвижно находятся перед огромным сооружением из стульев, построенном на поле, и как загипнотизированные смотрят на восседающего на спинке одного из стульев странного, демонического вида, большого попугая семейства ара.

## В ролях
- Марк-Андре Гронден — Бонен
- Мония Шокри — Таня
- Шарлотта Сент-Мартен — Зоэ
- Мишлина Ланкто[фр.] — Полин
- Мари-Джинетт Гей[фр.] — Тереза
- Дидье Люсьен — Везина
- Брижитт Пупар[фр.] — Селин
- Эдуар Трембле-Греньер — Ти-Куль
- Люк Пру[фр.] — Реаль
- Патрик Ивон[фр.] — гонщик
- Робер Бруйет[фр.] — Пако
- Мартен Эру[фр.] — Демер

## Награды
- 2017 — Кинофестиваль в Торонто: лучший канадский фильм[3]
- 2017 — Фестиваль нового кино в Монреале: в номинации «Temps Ø» — приз зрительских симпатий за лучший полнометражный фильм[4]
- 2018 — Кинофестиваль в Жерармере: приз жюри[5][6].
- 2018 — Prix Iris (кинопремия Квебека)[7][8]:
  - лучшая продюсерская работа (Стефани Морриссетт)
  - лучшая режиссёрская работа (Робен Обер)
  - лучшее исполнение женской роли второго плана (Брижитт Пупар)
  - лучшая работа звукооператора (Жан-Себастьян Бодуэн-Ганьон, Стефан Вержерон, Оливье Кальвер)
  - лучшая оригинальная музыка (Пьер-Филипп Котэ)
  - лучшая работа гримёра (Эрик Гослин, Мари-Франс Гай)
  - приз за лучшее изображение ландшафтов Квебека

## Критика
Роберт Эверетт-Грин в обзоре фильма отметил, что зомби изображены в нём как колонизаторы, захватывающие всё новые земли, при этом обладают своей особой культурой, если не религией (высокие сооружения, возведённые из мебели или игрушек). Таким образом, фильм можно рассматривать как рассказ о племени, которое захватывает местных жителей, превращая их в таких, как представители племени-колонизатора. При этом критик признал, что фильм Обера не представляет собой прямой социополитической аллегории, но оставляет большое пространство для разных толкований.
На сайте Rotten Tomatoes фильм имеет уровень одобрения 88 % на основе 24 рецензий, со средним рейтингом 7,2/10.